# Zespół Morvana
Zespół Morvana (ang. Morvan’s syndrome) – rzadka choroba autoimmunologiczna. Na obraz kliniczny zespołu składają się miokimie, skurcze mięśni, świąd, hiperhydroza, bezsenność i delirium. Przebieg choroby jest zazwyczaj przewlekły, z wielomiesięcznym lub wieloletnim początkiem. Około 90% pacjentów wchodzi w remisję, pozostałe 10% umiera. Obraz kliniczny przypomina mocno zapalenie układu limbicznego. Chorobę opisał Augustin Marie Morvan w 1880 roku jako "la chorée fibrillaire".